# Bu Jiang
Bu Jiang (chinesisch 不降) war der elfte König der halb-legendären Xia-Dynastie. Er regierte 59 Jahre.
Laut des Abschlussberichts des Chronologischen Projekts Xia–Shang–Zhou regierte er von 1890 v. Chr. bis 1831 v. Chr. Die Vertrauenswürdigkeit der Daten aus dem Chronologischen Projekt sind jedoch umstritten.

## Familie
Bu Jiang war ein Sohn von Xie von Xia und dessen Gemahlin und damit ein Enkel von Mang von Xia und Bruder von Jiong von Xia.
Seine Gemahlin ist unbekannt, und es ist möglich, dass er Konkubinen hatte. Sein Sohn war Kong Jia und sein Neffe war Jin von Xia.

## Biographie
Bu Jiang wird weithin als einer der weisesten Kaiser von Xia angesehen.
Laut den Bambus-Annalen kämpfte er im 6. Jahr seiner Herrschaft mit Jiuyuan.
Im 35. Jahr seiner Regentschaft besiegte er den Vasallenstaat Shang (皮氏) Pi.
Im 59. Jahr seiner Herrschaft übergab er seinen Thron an seinen jüngeren Bruder Jiong. 10 Jahre später starb Bu Jiang.